# América (telenovela)
América es una telenovela brasileña producida y transmitida por TV Globo desde el 14 de marzo al 5 de noviembre de 2005.
Fue escrita por Gloria Pérez y dirigida por Jayme Monjardim y Marcos Schechtman. La telenovela se centró en la vida de un inmigrante ilegal en los Estados Unidos y de la vida de aquellos que dejaron atrás en Brasil.
Fue protagonizada por Deborah Secco, Murilo Benício, Gabriela Duarte y Caco Ciocler, y con las participaciones antagónicas de Camila Morgado y Thiago Lacerda.
El primer capítulo de la telenovela obtuvo un 76% de share, valores que representaban un récord de audiencia en un estreno televisivo, según la propia cadena. Por su parte, el último episodio llegó a registrar audiencias de más de un 80%, otro récord en un capítulo final. La audiencia media de esta telenovela durante los meses que estuvo en antena fue la segunda mayor de la década de 2000, solo superada por su predecesora Señora del destino.

## Argumento
La novela narra la historia de Sol, una niña de una favela de Río de Janeiro, quien atraída por las promesas del sueño americano, invierte en un intento de emigrar a los Estados Unidos, donde según ella, debe haber oportunidades para el crecimiento que nunca ha encontrado en su país.
Después de haberle negado un visado de turista varias veces, llama a unos coyotes para ayudarle a ingresar al país ilegalmente a través de México. Es en esta ocasión, aceptando lo que parece ser un inocente regalo para la madre de uno de los organizadores del viaje, acaba siendo detenida por la policía americana: además de ser ilegal, lleva drogas. La envían a la cárcel, de donde huye. En esta ocasión llega a conocer a Ed, novio de May, el cual acepta casarse con ella para conseguirle una residencia, a cambio de dinero para que él pueda pagar por la edición de su libro.
Durante sus travesías, Sol trata llegar a Estados Unidos cruzando el desierto, en bote por mar, escondida en el acondicionador de aire de un carro, todo para mejorar su futuro y el de su familia. Mientras baila de noche en un club nocturno en Miami Beach, en Brasil, Tião es un pobre obrero que desde hace mucho abandonó su sueño de emigrar a Estados Unidos.
Tião ve su carrera en el mundo del rodeo, y se dirige al mayor reto de todos: enfrentrarse a Bandido, el toro invencible, el cual ningún torero ha podido montar.

## Elenco
| Actor                 | Personaje                        |
| --------------------- | -------------------------------- |
| Deborah Secco         | Marisol de Oliveira "Sol"        |
| Murilo Benício        | Sebastião da Silva Higino "Tião" |
| Caco Ciocler          | Edward Talbot "Ed"               |
| Gabriela Duarte       | Simone García Menezes Higino     |
| Eliane Giardini       | Viúva Neuta                      |
| Edson Celulari        | Glauco Simões Lopes Prado        |
| Christiane Torloni    | Haydée Pamplona Lopes Prado      |
| Mariana Ximenes       | Raíssa                           |
| Camila Morgado        | Miss May                         |
| Thiago Lacerda        | Alexander Camargo "Álex"         |
| Cláudia Jiménez       | Consuelo Torres Serrano          |
| Nívea Maria           | María José Higino                |
| Paulo Goulart         | Mariano de Oliveira              |
| Jandira Martini       | Odaleia de Oliveira              |
| Humberto Martins      | Laerte Villa Nova                |
| Daniela Escobar       | Irene Villa Nova                 |
| Matheus Nachtergaele  | Carreirinha                      |
| Marcos Frota          | Pedro Jatobá                     |
| Totia Meireles        | Vera Tupã do Nascimento          |
| Francisco Cuoco       | José da Silva Higino             |
| Marcello Novaes       | Genivaldo da Silva Higino        |
| Cléo Pires            | Maria de Lurdes "Lurdinha"       |
| Cissa Guimarães       | Nina                             |
| Betty Faria           | Djanira Pimenta                  |
| Luís Melo             | Ramiro                           |
| Bruno Gagliasso       | Roberto Sinval Villa Nova Júnior |
| Roberto Bomfim        | Jota Abdalla                     |
| Chico Díaz            | Acácio da Silva Higino           |
| Neuza Borges          | Diva                             |
| Regina Maria Dourado  | Graça                            |
| Juliana Paes          | Creusa                           |
| Lúcia Veríssimo       | Gil Madureira                    |
| Eva Todor             | Miss Jane                        |
| Bete Mendes           | Fátima                           |
| Reginaldo Faria       | Adalberto                        |
| Murilo Rosa           | Dinho                            |
| Víctor Fasano         | James                            |
| Floriano Peixoto      | Tony                             |
| Simone Spoladore      | Heloísa                          |
| Rodrigo Faro          | Neto                             |
| José Dumont           | Carlos Manuel de Andrade "Bóia"  |
| Samara Felippo        | Maria Odete "Detinha"            |
| Eri Johnson           | Waldomiro                        |
| Ailton Graça          | Feitosa                          |
| Raúl Gazolla          | Helinho                          |
| Guilherme Karan       | Geraldito                        |
| Rosi Campos           | Mercedes                         |
| Walter Breda          | Gomes                            |
| Paula Burlamaqui      | Islene                           |
| Fernanda Paes Leme    | Rosário                          |
| Juliana Knust         | Inesita                          |
| Anderson Müller       | Ariovaldo                        |
| Sílvia Buarque        | Maria Elis                       |
| Paula Pereira         | Déia                             |
| Cynthia Falabella     | Cidinha                          |
| Rodrigo Hilbert       | Murilinho                        |
| Viviane Victorette    | Jú                               |
| Marcelo Brou          | Stallone                         |
| Franciely Freduzeski  | Conchita                         |
| Christiana Kalache    | Maria Isabel "Bebela"            |
| Carolina Macieira     | Penha                            |
| Duda Nagle            | Radar                            |
| Luíza Valdetaro       | Manuela "Manu"                   |
| Solange Couto         | Dalva                            |
| Erom Cordeiro         | Zeca                             |
| Lucas Babin           | Nick                             |
| Camila Rodrigues      | Mariana de Oliveira              |
| Cris Vianna           | Drica                            |
| Marisol Ribeiro       | Kerry Villa Nova                 |
| Cacau Mello           | Rose                             |
| Bruna Marquezine      | Maria Flor                       |
| Mussunzinho           | Farinha                          |
| Maria Mariana Azevedo | Sol (niña)                       |
| Brunno Abrahão        | Tião (niño)                      |
| Matheus Costa         | Rick                             |

## Temas musicales

### América
| 1. Soy Loco Por Ti América - Ivete Sangalo 2. Até Pensei - Nana Caymmi 3. A Volta - Roberto Carlos 4. Pra Rua Me Levar - Ana Carolina 5. Feitiço da Vila - Martinho da Vila 6. Nervos de Aço - Leonardo 7. Mágoa de Boiadeiro - Lourenço & Lourival 8. Os Amantes - Daniel 9. Girassóis Azuis 2 - George Israel 10. Vida de Viajante - Lenine 11. She's a Carioca (Ela é Carioca) - Celso Fonseca & Cibele 12. Você - Marina Elali 13. Um Matuto Em Nova York - Roberto Trevisan 14. Sinfonía dos Sonhos - Marcus Viana 15. Órfãos do Paraíso - Milton Nascimento (tema de apertura: 1.ª fase) | 1. Take Me Home, Country Roads - Happening 2. Don't - Shania Twain 3. Home - Michael Bublé 4. Abrázame Así - Tamara 5. Amore e Musica - Russell Watson 6. The Look Of Love - Diana Krall 7. Summertime - Michael Bolton 8. A Horse With No Name - America 9. Redneck Woman - Gretchen Wilson 10. Pieces Of Me - Ashlee Simpson 11. Por Un Beso - Gloria Estefan 12. Canción Mixteca - Mariachi Vargas de Tecalitlan 13. Bésame Mucho - Maysa 14. Wind Shaking The Trees - Darwing James Band 15. Long Long Away - Jesse Johnson |

### AméricaNacional
1. A Volta - Roberto Carlos
2. Soy Loco Por Ti América - Ivete Sangalo (tema de apertura - 2.ª fase)
3. Nervos de Aço - Leonardo
4. Os Amantes - Daniel
5. Eu sei que eu vou te amar - Caetano Veloso
6. Você - Marina Elali
7. Até Pensei - Nana Caymmi
8. Feitiço da Vila - Martinho da Vila
9. Vida de Viajante - Lenine
10. Mágoa de Boiadeiro - Lourenço e Lourival
11. Pra Rua Me Levar - Ana Carolina
12. Girassóis Azuis 2 - George Israel
13. She's a Carioca (Ela é Carioca) - Celso Fonseca & Cibele
14. Sinfonía dos Sonhos - Marcus Viana

### AméricaInternacional
1. Regresa a mi (Unbreak my heart) - Il Divo
2. Don't - Shania Twain
3. Home - Michael Bublé
4. A Horse With No Name - America
5. Take Me Home, Country Roads - Happening
6. Redneck Woman - Gretchen Wilson
7. Pieces Of Me - Ashlee Simpson
8. Can't get over - Casino
9. Summertime - Michael Bolton
10. Amore e Musica - Russell Watson
11. The Look Of Love - Diana Krall
12. Por Un Beso - Gloria Estefan
13. Abrázame Así - Tamara
14. Breathe - O2

### AméricaRodeio
1. Peão de Vitrine - Gian & Giovani
2. Nóis Tropica Mais Não Cai - Rick & Renner
3. Chattahoochee - Alan Jackson
4. Na Sola da Bota - Rionegro & Solimões
5. Oito Segundos - Hugo & Tiago
6. Save a Horse (Ride a Cowboy) - Big & Rich
7. Coração Aventureiro - Marlon & Maicon
8. Se Tiver Mulher "Nóis Vai"  - Cézar & Paulinho
9. Somebody Like You - Keith Urban
10. Garanhão da Madrugada - Teodoro & Sampaio
11. Amor ou Paixão - Tânia Mara
12. Achy Breaky Heart - Billy Ray Cyrus
13. Apaziguar - Bruno & Marrone
14. Eu Sou Peão - Luiz Cláudio & Giuliano
15. Fera Mansa - Zezé di Camargo & Luciano
16. I Wanna Do It All - Terri Clark
17. Ave-Maria Natureza - Paula Fernandes
18. Eu Sei Que Vou Te Amar - Caetano Veloso

### AméricaBerço do Samba
1. Meu Ébano - Alcíone
2. Quem é Ela - Zeca Pagodinho
3. Vai e Vem - Emílio Santiago
4. Tendência - Jorge Aragão
5. Quando Essa Onda Passar - Martinho da Vila
6. Amor Proibido - Juliana Diniz
7. Inconformado - Exaltasamba
8. Nosso Jeito de Amar - Nalanda
9. Tempero de Dona Dadá - Os Mulekes
10. Pé do Meu Samba - Mart'Nália
11. Pega Geral - Dudu Nobre
12. Me Faz Feliz - Jeito Moleque
13. Compasso do Amor - Grupo Revelação
14. Facho de Esperança - Fundo de Quintal
15. Coração em Desalinho - Monarco e Marquinhos China
16. Terra de Noel - Flávia Bittencourt